# Leptonema turrialbum
Leptonema turrialbum là một loài Trichoptera trong họ Hydropsychidae. Chúng phân bố ở vùng Tân nhiệt đới.